# Poeciloneta lyrica
Poeciloneta lyrica är en spindelart som först beskrevs av Zorsch 1937.  Poeciloneta lyrica ingår i släktet Poeciloneta och familjen täckvävarspindlar. Inga underarter finns listade i Catalogue of Life.